# يحيى علي علاو
يحيى علي علاو 1962م - 14 يونيو 2010) ولد بدمنة خدير محافظة تعز متزوج وأب لسبع بنات وأربعة أبناء، تعلم على يد والده القرآن الكريم، ومبادئ الفقه، قبل أن ينتقل لمدينة الحديدة لتلقي تعليمه الأساسي والثانوي، حيث احتل المرتبة الأولى على طلبة الثانوية العامة القسم الأدبي عام 1978م، وحصل على أكثر من دورة تدريبية في الإعلام في سوريا وتونس وغيره.

## التعليم
حصل على شهادة البكالوريوس عام 1985م من قسم الإعلام بكلية الآداب جامعة الملك عبد العزيز في جدة تخصص إذاعة وتلفزيون، كما تلقى العديد من الدورات التدريبية في الداخل والخارج.

## العمل
عمل مذيعاً غير متفرغ في إذاعة الحديدة بين عامي 1982 - 1985م، ثم عُيِّنَ عضواَ في إدارة الإستعراض عام 1986م، ثم عضواً في إدارة البرامج في تلفزيون صنعاء فعمل على تقديم عدد من البرامج المميزة مثل: (عالم عجيب) و(قاموس المعرفة) وبرنامجه الجماهيري الأشهر في الساحة اليمنية فرسان الميدان، ثم عُيِّنَ مسؤلاً عن البرامج العلمية والتعليمية بدرجة مدير عام بعد ذلك تحول من قناة اليمن إلى قناة السعيدة للعمل فيها.

## وفاته
انتقل إلى رحمة الله في 2010/6/14م بعد معاناة طويلة مع المرض، كان علاو قد نقل للمستشفى بعد تدهور حاد في حالته الصحية جراء مضاعفات مرض السرطان الذي اكتشف قبل أشهر وخضع لأكثر من رحلة علاجية بالخارج شملت ألمانيا والأردن والسعودية، قبل أن يستقر في منزله قبل شهرين بعد أن أقر الأطباء في مستشفى الملك فيصل بن عبد العزيز بصعوبة حالته بعد انتشار المرض في جسده.

## وصلات خارجية
- الموقع الرسمي
- يمن نيشن